# Történelemfelfogások
A statikus történelemfelfogás szemlélete a világ legalább egyes részeinek állandósága, egymáson alapulásuk hiánya. A ciklikus történelemfelfogás szerint egy-egy cikluson / civilizáción belül különböző „fejlődési” szakaszok vannak, de az egyes ciklusok között nincs fejlődés, vagyis a későbbi ciklusok lényegében ugyanúgy zajlanak le, mint a korábbiak, illetve a különböző civilizációk fejlődési ciklusai egymástól függetlenek. A lineáris történelemfelfogás a történelmet az alacsonyabbról a magasabb szint felé tartó egységes folyamatként értelmezi.
„A lineáris fejlődéselméletek gyökerei – írja Romsics Ignác történész - az ókori zsidó és keresztény világértelmezésekig nyúlnak vissza. A természeti jelenségekkel analóg emberi világ görög felfogásával szemben az idő eszerint nem örökké tartó és állandóan ismétlődő ciklikus mozgás, hanem van kezdete – a Teremtés –, és van vége – az Utolsó Ítélet –, s ami a kettő között van, az az emberi történelem.”
A legtöbb görög történetíróval szemben, akik történelemfelfogása ciklikus volt, Thuküdidész (i. e. 460 k. – i. e. 400 k.) lineáris felfogást használt. „A görög történetírásban – írja Hegyi Dolores – Thuküdidésznél fogalmazódik meg az a gondolat, hogy az emberiség kezdetleges kulturálatlan állapotból emelkedett ki fokozatosan és jutott mind magasabb szintre.”
A lineáris történelemfelfogáson belül megkülönböztethető immanens és transzcendens irányzatot. Az immanens irányzat a különböző korszakok egymásra épüléséből vezeti le a történelmi fejlődést. „A történelem nem egyéb, mint az egyes nemzedékek egymásutánja, amelyek mindegyike kiaknázza azokat az anyagokat, tőkéket, termelőerőket, amelyeket valamennyi elődje reá hagyományozott, ilyenképpen tehát egyfelől a ráhagyott tevékenységet folytatja egészen megváltozott körülmények között, másfelől pedig a régi körülményeket módosítja egészen megváltozott tevékenységgel …” – olvasható a történelmi materializmus ősforrásában, A német ideológiában. A transzcendens irányzat szerint a történelmi fejlődés célja és mozgatója e történelmen kívüli, abból semmiképpen le nem vezethető hatalom.
Az első keresztény történetfilozófia Szent Ágoston De civitate Dei (Az Isten városáról) című műve. Szent Ágoston szerint a történelem az Ég és a Föld, vagyis a Jó és a Rossz harca az ember lelkéért. Bár ciklusok – fellendülések és visszaesések – előfordulhatnak benne, végső iránya lineáris. Ez a mozgás nem önkényes, és nem véletlen események konglomerátuma, hanem az isteni gondviselés törvényei szabályozzák. Az evilági történelmet négy szakaszra osztotta, mégpedig az akkor ismert négy nagy birodalom – Asszíria, Perzsia, Makedónia és Róma - felemelkedése és bukása szerint. A hanyatló Róma bukása után, Krisztus feltámadásával és a megváltással, vagyis Isten államának a megvalósulásával a szekularizált világnak és így a történelemnek is vége lesz. Az emberi történelem tehát nem más, mint előkészület Isten országának az eljövetelére. 
A keresztény történelemfilozófiát tehát a linearitás mellett a transzcendecia jellemzi. Az immanens történetfelfogást Romsics Ignác szerint először a középkorban írta le a 14. században élt arab Ibn Khaldún. Civilizációelmélete a görögök ciklikus világfelfogásával rokon. Eszerint az egyes dinasztiák, városok és kultúrák az emberekhez hasonlóan különböző fokozatokon át jutnak el a kezdettől a virágzásig vagy az érett korig, s onnan a hanyatlásig, azaz az öregedésig, ezután kezdődik minden elölről. A változás okai nála nem túlvilági és nem is külső, természeti, hanem alapvetően belső eredetűek. A legfontosabb okoknak a társadalmi egységet és a szolidaritást tartja. Ezek és az alapszükségletek kielégítésének emberi vágya hozzák létre az uralkodói tekintélyt és az állam fejlődését. Az elit addig képes eredményesen kormányozni és hatalmon maradni, amíg innovatív, korrekt és egységes. E tulajdonságok elvesztésekor ereje és legitimitása szertefoszlik, s népe függőségbe, egy új és idegen elit uralma alá kerül. Ibn Khaldún elméletében az Istennek nincs közvetlen szerepe, az istenhitnek, vagyis a vallásnak viszont van, mivel – vallja – csak az a nép erős, amely egységes, és csak az lehet egységes, amely hívő. 
Európában Giovanni G. Vico írt le először szekularizált történelemfelfogást, akinek Az új tudomány (Scienza Nouva) című történelemértelmezése 1725-ben látott napvilágot. Romsics Ignác szerint „Bár Vico is hívő katolikus volt, s az isteni gondviselés szerepét sem iktatta ki teljesen, a transzcendentális erő mellett az e világi (természeti és emberi) tényezőknek minden korábbinál nagyobb szerepet tulajdonított. Azt gondolta, hogy a történelem az emberek döntésein és cselekedetein, nem pedig Isten állandó beavatkozásain keresztül engedelmeskedik az amúgy egyébként isteni eredetű belső szükségszerűségeknek. A linearitás és az eszkatológia eszméjét, vagyis azt, hogy a történelem nagy céllal rendelkezik, és a végső beteljesülésre előbb vagy utóbb sor kerül, Vico ugyancsak elvetette. Ehelyett ő is ciklikus ritmus szerint írta le a történelem menetét.” Vico esetén Khaldúntól eltérően nem egyszerűen ismétlődnek a ciklusok, hanem spirálisan következnek egymásra, tehát egyre magasabb szintűek. Minden ciklust négyrészesként írt le. „Ezek a barbarizmus, az ún. istenek kora, az arisztokratikus hősi korszak és az ész, a tudás által dominált klasszikus korszak. Minden ciklus kimerüléssel és hanyatlással fejeződik be, amelyet újabb barbarizmus követ, majd kezdetét veszi az újabb szakasz.”
Georg Wilhelm Friedrich Hegel a világtörténet filozófiájáról írott munkájában (Előadások a világtörténet filozófiájáról – Vorlesungen über die Philosophie der Weltgeschichte) az isteni gondviselés irányító szerepét teljesen elvetette, és az „abszolút szellemet” tekintette irányítónak, mely a dialektika törvényei szerint valósul meg. „Míg a keresztény felfogás szerint az emberek azért nem ismerik cselekedeteik valódi célját, mert a történelmet Isten irányítja, Hegelnél az ész tölti be ugyanezt a szerepet. A világtörténet egységének és linearitásának keresztény elvét viszont megtartotta. A keleti, a görög és a római világ bemutatása után világtörténetében a germán világ tárgyalása következik, amelynek a felvilágosodással azonosított harmadik periódusát Hegel a minden tekintélytől mentes »ész uralmaként« jellemezte.”
Karl Marx rendszerében a hegeli dialektika – a tézis, az antitézis és a szintézis – megmaradt alapjellemzőként, de végső mozgatóerőként a gazdaság immanens tényezőit írta le, szemben Hegellel, aki a szellemet. Tehát a történelmi jelenségeknek gazdasági-társadalmi „alapokat” tulajdonított, és a politikai rendszereket és a szellemi világ elemeit – például a művészeteket – ideológiai konstrukciónak vélte. A történelmi mozgást a társadalmi osztályok gazdasági ellentéteiből vezette le, és ellentétes csoportok harca, „osztályharc” formájában előrehaladóként írta le, ezek alapján a történelmet 5 fő korszakra osztotta, és elképzelései szerint az utolsó, a kommunizmus fogja megvalósítani a szabadság birodalmát, vagyis az „Isten nélküli Isten államát”. Marx elméletében így a keresztény történelemeszme és eszkatológia teljesen világiasult: a gonosz és a jó harca elnyomók és elnyomottak harcává vált, a kizsákmányolás az „eredendő bűn” lett.
Oswald Spengler 1918 és 1922 között tette közzé „A Nyugat alkonya” (Der Untergang des Abendlandes) című munkáját. Spengler rendszere alapegységeinek a 8 zárt és körülbelül 1000 éves belső időtartalmú kultúrát tekintette (kínai, indiai, babilóniai, egyiptomi, mexikói, ókori antik, arab, nyugati (európai)). A kultúrákat az élőlényekhez hasonlóan születő, kibontakozó, fejlődésük legmagasabb pontját elérő, majd hanyatló és pusztuló csoportokként írta le, mely folyamat alól nincs kivétel – szerinte az európai kultúra éppúgy el fog pusztulni (a kötet címe e pusztulás kezdetére utal) –, ahogy a régi kínai, az egyiptomi vagy az antik kultúra elpusztult. A szerző pesszimista világképének alapja az első világháborús német vereség volt, amely „a két világháború közötti egész német gondolkodásra rányomta bélyegét.”
Arnold J. Toynbee (1889-1975) 12 kötetes Study on History című munkájában a világtörténelem alapegységei a ciklikusan mozgó civilizációk. E mozgás szakaszaiként a születést, a fejlődést, a hanyatlást és a pusztulást írta le, melyek nem mindegyike szükségszerű. A civilizációk fejlődési ívét a természeti és történeti tényezők általi kihívás és az arra adott válasz függvényeként írta le. Erős kihívásra adott jó válasz esetén a társadalom „mozgásba lendül és fejlődik”. Ha nem jó, vagy nincs válasz, „a társadalom stagnál, vagy ki sem alakul új civilizáció”. A tetőpontra jutott civilizáció bomlását is kihívásokra és válaszokra vezeti vissza. Azonban a fejlődés korában minden kihívást egyszeriként írt le, melyre a fejlődéshez jó válasz kell, a hanyatlás korában azonban a megválaszolatlan vagy rosszul megválaszolt kihívásokat a civilizáció pusztulásáig ismétlődőként írta le. Így Toynbee jövőképe a nietzscheánus Spenglerénél optimistább, mivel végeredményként „céltudatos és a miénknél magasabb rendű vállalkozás” akaratát vélte felfedezni, s a még életben lévő öt nagy kultúrának – a távol-keletinek, a hinduizmusnak, az iszlámnak, az ortodoxiának és a nyugati kereszténységnek – az egységesülésében és a nyugati civilizáció köré szerveződő egységes világállamnak és a keresztény világvallásnak a kialakulásában bízott."
Maga Toynbee – „A vallás, ahogy a történész látja” c. művében - két alapvető és két másodlagos történelemszemléletet különböztetett meg: „Az egyik nézet szerint a világ ritmusa olyan ciklikus mozgás, amelyet egy személytelen Törvény irányít. … a görög-római világban, csakúgy mint Indiában, ez a nézet volt elterjedt.” „A másik alapvető nézet szerint a világ ritmusa vissza nem térő mozgás, amelyet Értelem és Akarat irányít. … Ez a történelemszemlélet érvényesült Izraelben, és rajta, meg a vele rokon zoroasztrizmuson keresztül a kereszténységben és az iszlámban. … ezen nézet szerint nem az egyéni vagy kollektív emberi értelem és akarat tervei és céljai kormányozzák a történelmet, hanem a transzcendens és mindenható Egy Igaz Isten.”
Toynbee a másodlagos nézetekhez a kínai felfogást és a nyugati történelem keresztény utáni egyik történész iskoláját sorolja. „A kínai felfogás abban rokon a göröggel, hogy mindkettő úgy látja: a történelem ritmusa ismétlődő és nem énközpontú. … Másrészt a kínai felfogás rokon a zsidó-zoroaszterivel, amennyiben a történelmet a klasszikus múlt eseményeinek ismétlését nem valamilyen személytelen törvény automatikus eredményének nézi. A megismétlés szerinte tudatos és szándékos tett, amelyet a csodálat inspirál és az erkölcsi erőfeszítés valósít."
„A mezőny másodlagos nézetei közül a második – írja Toynbee – a világ mozgását kaotikusnak, rendetlennek, esetleges hullámzásnak fogja fel, amelyben nem lehet felfedezni semmiféle ritmust, vagy szabályt.” E pozitivista szemlélettel szemben Toynbee a filozófus Bergson érvelését állítja szembe, mely szerint „ha káoszt tudunk csak felfedezni, az csupán azt jelenti, hogy amire bukkantunk, az nem az a rend, amelyet éppen keresünk.”